# Шемиот, Павел Леонтьевич
Павел Леонтьевич Шемиот (1768—1859) — участник Отечественной войны 1812 года, начальник 7-й дружины Петербургского народного ополчения. Полковник лейб-гвардии (кирасир), предводитель ямбургского дворянства.

## Биография
Происходил из могилёвского рода Шемиотов — обрусевших польских дворян. Родился в 1768 году.
Начал военную службу в 1871 году в качестве капрала лейб-гвардии кирасирского полка[какого?]. В 1788 году участвовал в русско-шведской войне, получил чин полковника в 1806 году.
После женитьбы на Надежде Адамовне фон Роткирх (её мать, баронесса Роткирх, в девичестве носила фамилию Ганнибал и приходилась внучкой А. П. Ганнибалу) П. Л. Шемиот поселился в Ямбургском уезде в имении Кайбола, полученном в качестве приданого. В 1811 году был избран предводителем уездного дворянства.
В 1812 году на чрезвычайном дворянском собрании Ямбургского уезда был выбран командиром 7-й дружины ополчения, состоящей из жителей Ямбургского уезда. Дружина сражалась при Батуре, Старом Борисове, Студенке, Витебске и на Березине. Шемиот получил ордена: Святого Георгия IV степени (№ 2770; 30.12.1813), Святого Владимира 3-й степени (31.07.1813), Святой Анны 3-й степени. По окончании войны на территории России вернулся в Кайболу (владел также деревнями Пятницкое[уточнить] и Падога).
С 1827 по 1833 год вновь был предводителем дворянства Ямбургского уезда. 
Умер 2 (14) марта 1859 года в собственном имении, похоронен в Новопятницком в ограде церкви Архангела Михаила (на территории усадьбы Роткирхов). В 2015 году его могила, теперь находящаяся на приусадебном участке, оказалась под угрозой уничтожения.

## Семья
Павел Леонтьевич и Надежда Адамовна ()17.10.1782 — 05.07.1856) имели двух дочерей и трёх сыновей. Сыновья Александр и Георгий (Егор, 1803—1830) погибли в Польскую кампанию 1830-1831 гг. (последний — в чине поручика). Две дочери — София (1798—1827) и Ольга (1801—1879) последовательно были жёнами Александра Федоровича Веймарна.